# Louis Berlaimont
Louis-Joseph Berlaimont, né le 22 mars 1881 à Charleroi, est un homme politique belge. 
Le 1er janvier 1933, il fut élu conseiller communal libéral à Auderghem et le 21 mai 1938, il devint échevin des Travaux publics, et ce jusqu'au 31 décembre 1946. Réélu conseiller communal, il démissionna le 9 novembre 1949. Paul Delforge lui succéda.
Il était architecte-géomètre. Il habita au 197 de la chaussée de Watermael, dans la partie devenue ultérieurement rue des Pêcheries.
Berlaimont mourut le 3 février 1950. 
Depuis le 3 février 1950 l'avenue Louis Berlaimont à Auderghem porte son nom.